# Johann Steinbach
Johann Steinbach (18. února 1847 Semněvice – 23. února 1909 Semněvice) byl rakouský politik německé národnosti z Čech, poslanec Českého zemského sněmu.

## Biografie
Působil jako statkář v Semněvicích. Byl aktivní v místní samosprávě. Koncem 19. století byl obecním starostou. Od roku 1892 členem okresního výboru v Horšovském Týnu. V roce 1898 byl zvolen do okresní školní rady.
Zapojil se i do vysoké politiky. V zemských volbách roku 1895 byl zvolen na Český zemský sněm, kde zastupoval kurii venkovských obcí, obvod Horšovský Týn. Uváděl se tehdy jako německý liberální poslanec (Německá pokroková strana).
Zemřel v únoru 1909 ve věku 62 let.